# Patalene valeria
Patalene valeria là một loài bướm đêm trong họ Geometridae.